# Crimthann II Niadnair
Crimthann II Niadnair („Mąż Nair”) – legendarny zwierzchni król Irlandii z dynastii Milezjan (linia Eremona) w latach 74-90 n.e. Syn zwierzchniego króla Irlandii Lugaida V Sriab nDerga („z Czerwonymi Kołami”) i jego żony Derbforgaill, córki króla Lochlainn (ob. Norwegia). 
Według średniowiecznej irlandzkiej legendy i historycznej tradycji objął tron w wyniku zabójstwa swego poprzednika, Conchobara I Abradruada („z Czerwonymi Rzęsami”). Po szesnastu latach rządów zmarł w forcie Dun Crimhthainn, w Bin Edair (ob. Wzgórze Howth), po powrocie z wyprawy wojennej przeciwko Rzymianom w Brytanii. Umarł w wyniku upadku z konia. Była to słynna wyprawa, z której przywiózł cudowne klejnoty, w tym złoty wóz i złotą szachownicę, wyłożoną stoma przeźroczystymi klejnotami oraz Cedach Crimhthainn, piękny płaszcz, haftowany złotem. Przyniósł także miecz wyłożony wieloma wężami, tarczę z guzami z jasnego srebra, włócznię zadającą rany niemożliwe do wyleczenia, procę nie chybiącej żadnego celu oraz dwa charty z łańcuszkiem srebrnym między nimi, wartym trzysta cumhal.
Crimthann posiadał dwie żony: Baine, córkę króla Alby (ob. Szkocja), z którą miał syna pogrobowca, Feradacha Finnfechtnacha, przyszłego zwierzchniego króla Irlandii. Zaś drugą żoną była Nartathchaoch (Nar-Thath-Chaoch), córka Laocha, syna Daire’a, który żył w kraju Piktów (ob. Szkocja). Od niej wziął się przydomek króla, „Niadnair”.